# Malbork (stacja kolejowa)

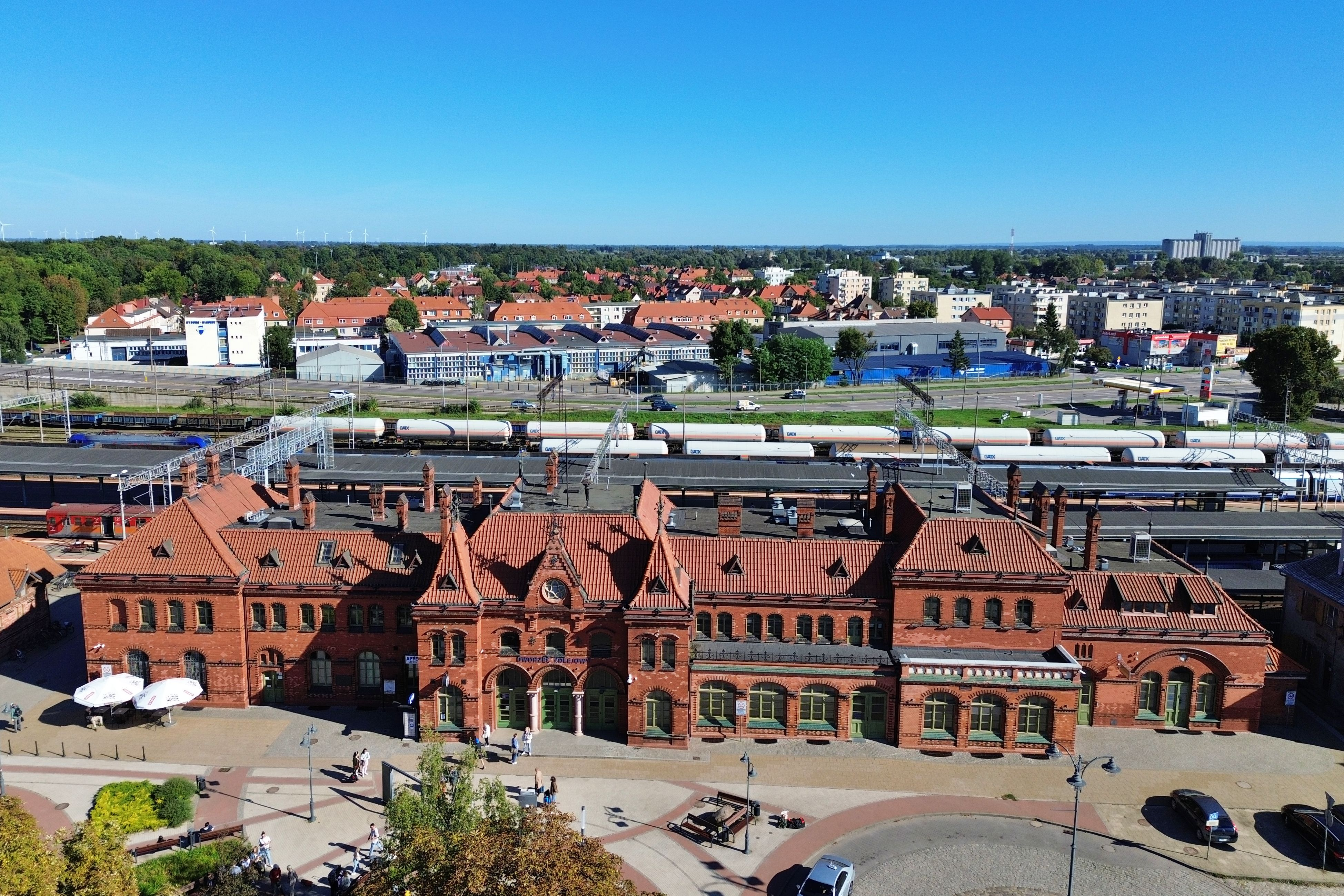
Dworzec z lotu ptaka

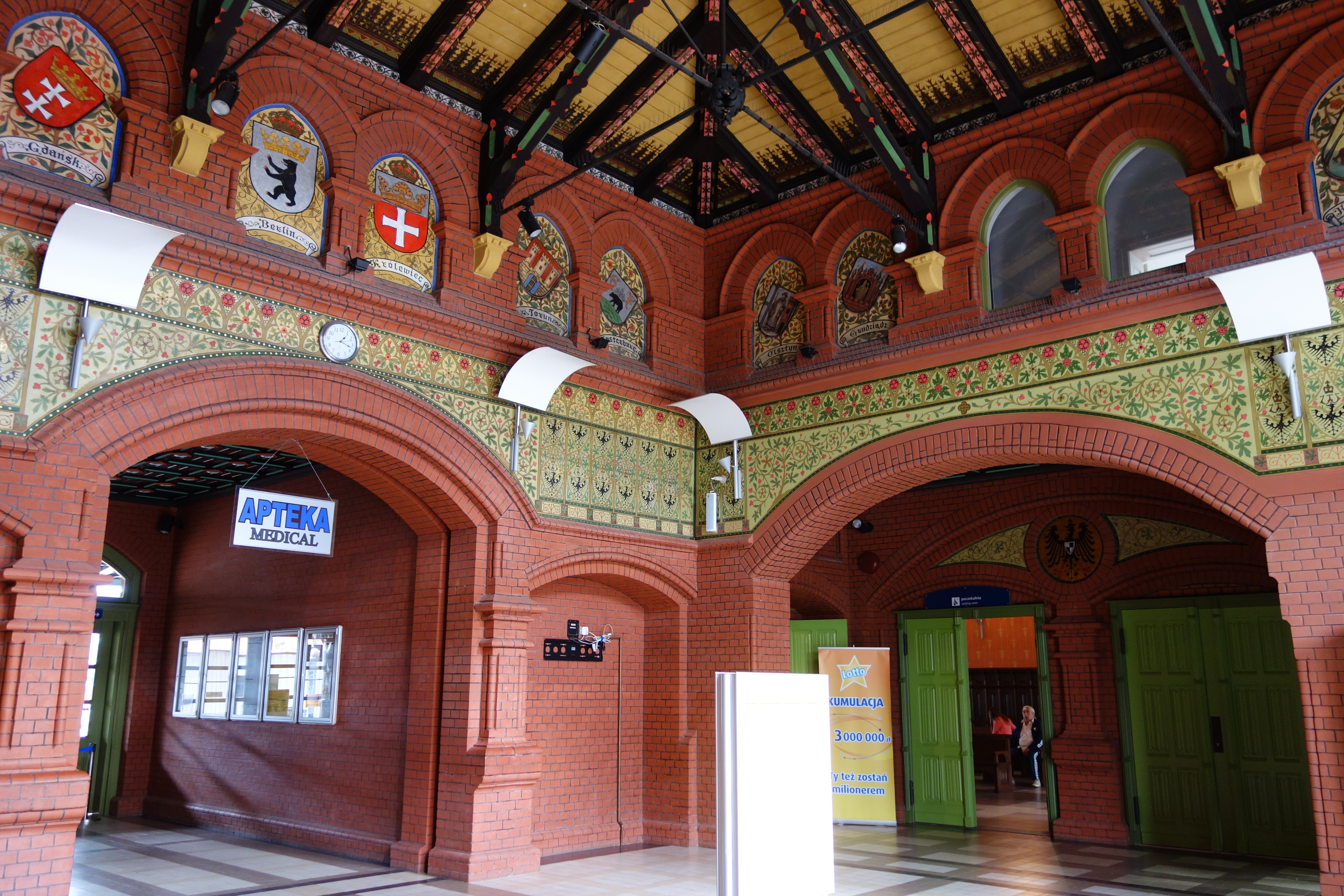
Wnętrze dworca po remoncie

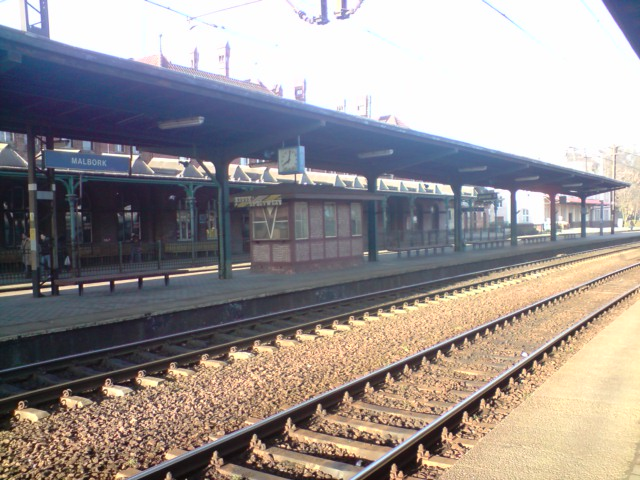
Perony przed remontem

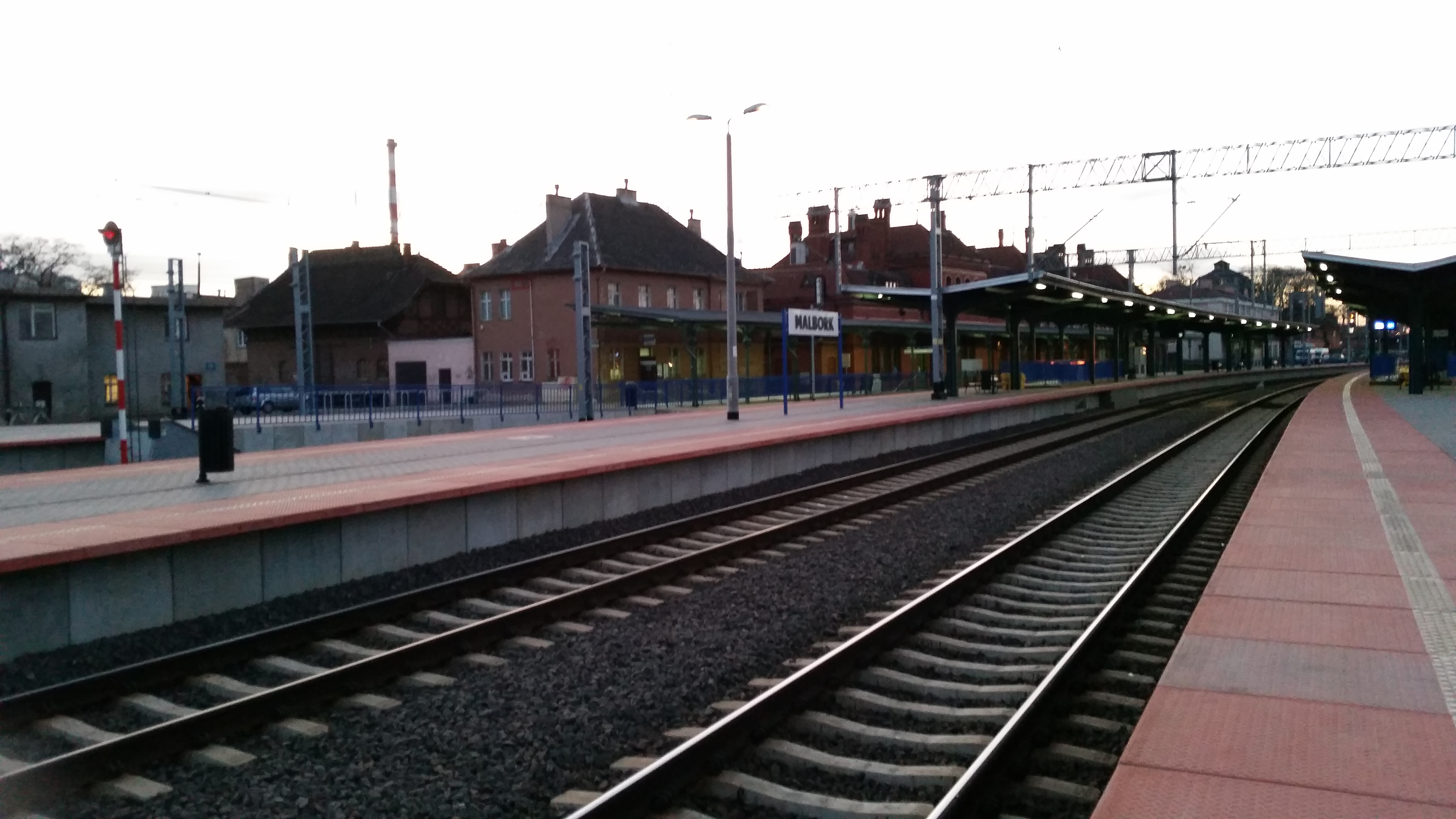
Widok na perony i budynek dworca po remoncie

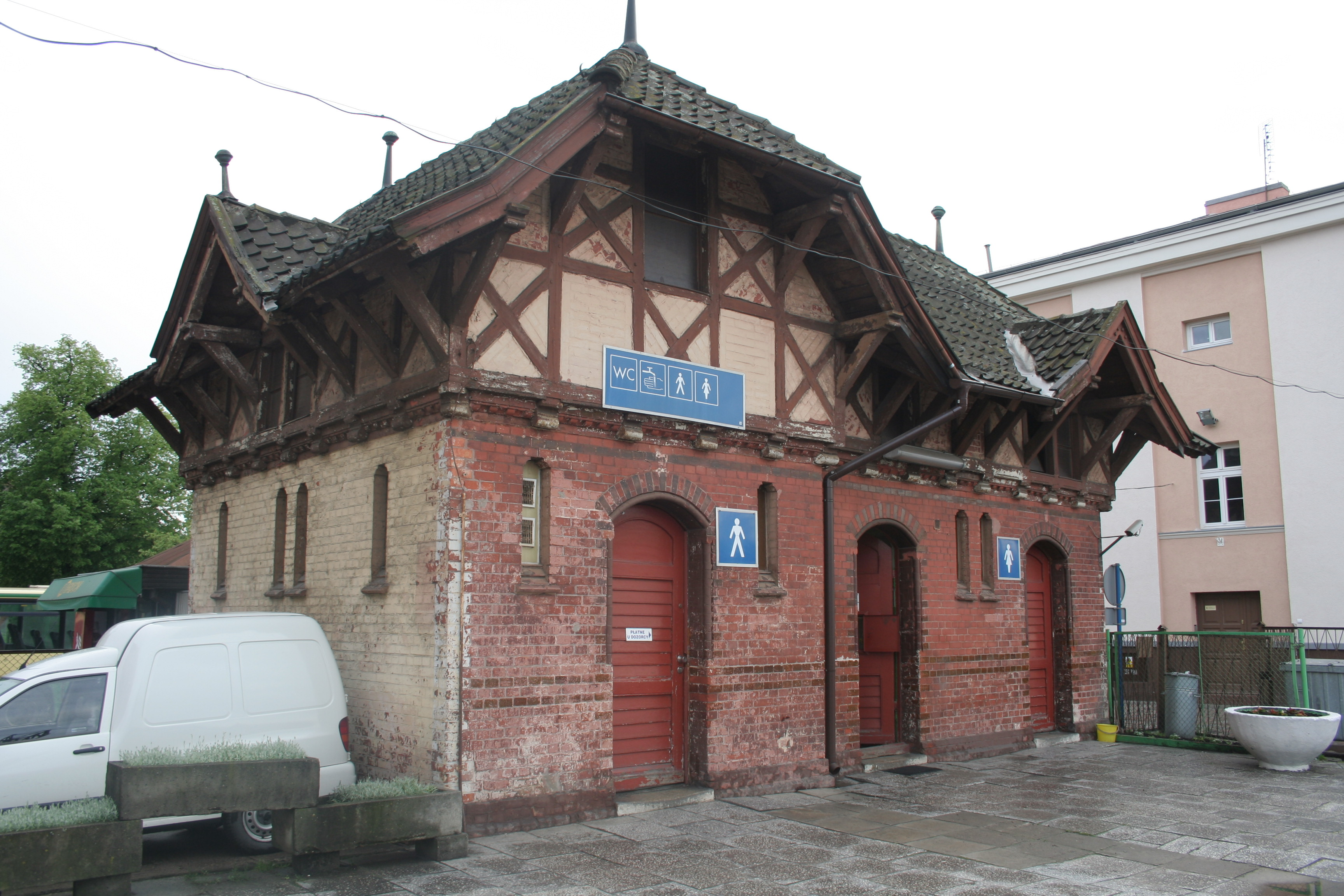
Zabytkowy szalet przed remontem

Malbork – stacja kolejowa w Malborku, w województwie pomorskim, w Polsce. Według klasyfikacji PKP ma kategorię dworca regionalnego. Stacja powstała w 1852. Budynek dworca (z 1891), budynek ekspedycji towarowej i szalet są wpisane do rejestru zabytków. Ostatnia renowacja miała miejsce w 2012.

## Ruch pasażerski
| Rok  | Wymiana roczna | Wymiana pasażerska na dobę | Miejsce w Polsce |
| ---- | -------------- | -------------------------- | ---------------- |
| 2017 | 1 500 000      | 4100                       | 65               |
| 2018 | 1 790 000      | 4900                       | 68               |
| 2019 | 1 860 000      | 5100                       | 57               |
| 2020 | 1 100 000      | 3000                       | 58               |
| 2021 | 1 390 000      | 3800                       | 57               |
| 2022 | 1 971 000      | 5400                       | 68               |
| 2023 | 2 336 000      | 6400                       | 60               |

## Położenie
Stacja znajduje się w środkowej części miasta, około 1 km na wschód od zamku oraz na północ od centrum. Obok dworca przejeżdżają prawie wszystkie linie autobusowe w mieście, z wyjątkiem linii Nr 7.

## Historia

### Budowa Królewskiej Kolei Wschodniej
Kolej dotarła do Malborka za pośrednictwem Królewskiej Kolei Wschodniej, która miała połączyć Berlin – stolicę Prus – z Królewcem i Gdańskiem. W 1845 rozpoczęto budowę mostu w Malborku. Ostateczny wariant tej trasy został ustalony w 1847. Rozpoczęte w październiku prace zostały jednak wstrzymane. Rozwiązano Komisję Kolejową w Elblągu, a na miejscu budowy zostawiono tylko inżynierów i geodetów, którzy mieli nie dopuszczać do pogarszania się stanu niedokończonych obiektów. W wyniku Wiosny Ludów w 1848 sytuacja gospodarcza pogorszyła się, ponadto w Berlinie wzrosło bezrobocie i zaczęły się polityczne niepokoje. W wyniku czego władze pruskie postanowiły dokończyć rozpoczętą inwestycję za pomocą "wywrotowych elementów", a wschodnie rubieże bardzo dobrze się do tego nadawały. Z drugiej strony zatrudnienie berlińczyków i Ślązaków nie podobało się miejscowej ludności.

### 1852-1945
Do Malborka kolej dotarła w 1852 od strony Braniewa. Odcinek Braniewo – Malbork został oddany do użytku 19 października 1852. W 1853 przedłużono go do Królewca. Prace budowlane były utrudnione przez epidemię cholery, która powodowała opóźnienia w budowie. 12 października 1857 otwarto połączenie z Tczewem, dzięki temu powstało pierwsze połączenie kolejowe Berlina z Królewcem. W czerwcu 1870 położono drugi tor pomiędzy Malborkiem a Elblągiem. 1 sierpnia 1876 otwarto pierwszy odcinek kolei Malborsko-Mławskiej, przez co Malbork stał się węzłem kolejowym. 15 sierpnia 1883 Malbork uzyskał połączenie z Grudziądzem i Toruniem. W 1897 radni powiatu malborskiego zdecydowali wybudować koleje wąskotorowe na trasach dojazdowych do miasta. W 1888 powódź uszkodziła szlak pomiędzy Malborkiem a Elblągiem. W 1899 utworzona została spółka Westpreußische Kleinbahnen AG (WKAG). W latach 1888–1890 ukończono drugi tor pomiędzy Malborkiem a Tczewem, prawdopodobnie wówczas przebudowano stację. W 1890 WKAG zbudowała stację wąskotorową w sąsiedztwie stacji normalnotorowej. Obie stacje miały połączenie umożliwiające transport wagonów normalnotorowych transporterami wąskotorowymi.
W 1891 zbudowano dworzec w Malborku. Wystawny budynek zbudowany w staroniemieckim stylu był wizytówką miasta. W 1900 linia Toruń – Malbork została linią pierwszorzędną.
W latach 1920–1939 stacja w Malborku była stacją graniczną. Choć wzdłuż rzeki Nogat przebiegała granica Rzeszy Niemieckiej i Wolnego Miasta Gdańska, to spotykały się tutaj koleje PKP i DRG (Deutsche Reichsbahn). Na ówczesnej stacji Marienburg (Westpreussen) odbywała się wymiana lokomotyw w pociągach tranzytowych Rzesza-Prusy Wschodnie, jak też i w otwartych dla połączeń przez terytorium Polski oraz z Wolnym Miastem Gdańsk.

### 1945-1989
Dworzec w Malborku uniknął większych zniszczeń podczas II wojny światowej. W czerwcu 1945 po przekazaniu obiektu polskiej administracji żołnierze Armii Czerwonej próbowali podpalić dworzec, jednak pożar został szybko wykryty i ugaszony. Wnętrze zostało zachowane, z wyjątkiem herbu pruskiego nad kasami, który został przemalowany na polski.
W 1975 w wyniku reformy administracyjnej powstało województwo elbląskie i mimo że Elbląg został stolicą województwa, to Malbork był głównym węzłem kolejowym województwa.
W 1983 zelektryfikowano odcinek Malbork-Tczew, co pozwoliło na prowadzenie pociągów z Gdyni do Malborka trakcją elektryczną. W 1985 dokończono elektryfikację linii Warszawa – Gdańsk oraz doprowadzono elektryfikację do Elbląga.
W 1988 dworzec został wpisany w wojewódzki rejestr zabytków.

### po 1989
1 marca 2009 w wyniku wspólnych działań samorządów województwa pomorskiego i kujawsko-pomorskiego. Ruch na trasie Malbork – Kwidzyn przejęła Arriva PCC. Zmiana ta spowodowała utworzenie połączeń bezpośrednich pomiędzy Malborkiem a Toruniem Głównym.
W 2010 rozpoczęto remont dworca, podczas którego odrestaurowano wnętrze (m.in.usunięto powojenne malowidła). Jedyną zachowaną zmianą powojenną jest herb Polski nad kasami biletowymi. W latach 2012–14 stacja została gruntownie zmodernizowana: zmodernizowano urządzenia SRK, przebudowano układ torowy, wybudowano nowe perony.

## Linie kolejowe
Malbork jest węzłem kolejowym, w którym krzyżują się: linia kolejowa nr 9 Warszawa Wschodnia – Gdańsk Główny, linia kolejowa nr 204 Malbork – Mamonowo (Rosja), linia kolejowa nr 207 Toruń Wschodni – Malbork oraz rozebrana linia kolejowa nr 222 Małdyty – Malbork. Wszystkie linie są normalnotorowe. Linie nr 9 i 204 są dwutorowe zelektryfikowane, natomiast pozostałe jednotorowe niezelektryfikowane.

## Pociągi
Do Malborka docierają pociągi 3 przewoźników:
- Polregio (REGIO),
- PKP Intercity (EIP/EIC/EC/IC/TLK),
- Koleje Mazowieckie (w okresie wakacji pociąg osobowy "Słoneczny", zawieszony w roku 2020 i 2021 z powodu pandemii koronawirusa).

## Infrastruktura

### Budynek dworca
Dworzec jest budynkiem wielobryłowym, piętrowym z poddaszem. Wykonany jest z cegły pełnej, natomiast elewacja jest wykonana z licówki, nietynkowana. Portal od strony placu jest wykonany z piaskowca. Wnętrza są częściowo otynkowane, a częściowo wyłożone boazerią. Podłogi są wykonane z ceramiki. W oknach poczekalni znajdują się witraże przedstawiające herby okolicznych miast. Stropy są drewniane, w poczekalni rzeźbione.

### Perony
Na stacji są 3 perony (w tym 1 końcowy), mające w sumie 6 krawędzi peronowych. Perony są niskie, częściowo kryte. Dojściem do peronów jest tunel.

### Pozostałe budynki
Na terenie stacji znajduje się lokomotywownia, szalet oraz wieża wodna.